# チャトル
|   | a  | b  | c  | d  | e  | f  | g  | h  |   |
| 8 | a8 | b8 | c8 | d8 | e8 | f8 | g8 | h8 | 8 |
| 7 | a7 | b7 | c7 | d7 | e7 | f7 | g7 | h7 | 7 |
| 6 | a6 | b6 | c6 | d6 | e6 | f6 | g6 | h6 | 6 |
| 5 | a5 | b5 | c5 | d5 | e5 | f5 | g5 | h5 | 5 |
| 4 | a4 | b4 | c4 | d4 | e4 | f4 | g4 | h4 | 4 |
| 3 | a3 | b3 | c3 | d3 | e3 | f3 | g3 | h3 | 3 |
| 2 | a2 | b2 | c2 | d2 | e2 | f2 | g2 | h2 | 2 |
| 1 | a1 | b1 | c1 | d1 | e1 | f1 | g1 | h1 | 1 |
|   | a  | b  | c  | d  | e  | f  | g  | h  |   |

チャトル（マレー語: Chator）またはマイン・チャトル（Main Chator）は、マレーシアとインドネシアで人気のある2人用ボードゲームである。マレー将棋とも呼ばれる。マークルック（タイ将棋）、オク・チャトラン（カンボジア将棋）、シットゥイン（ビルマ将棋）と同様にチャトランガに由来すると考えられる。

## ルール
棋盤は正方形、8かける8マス。駒の配置は現在のチェスと類似しているが、相手の王と女王とは交差する配置を取る（チェスは相手のキングと自分のキングが向かい合う）。
駒はラジャ（Raja、王）1個、マントリ（Mantri、大臣）1個、ガジャ（Gajah、象）2個、クダ（Kuda、馬）2個、チェモール（Chemor、船、戦車）2個、ビィダク（Bidaq、兵）8個の計6種16個。動きはマークルックやシットゥインと同じである。ビィダク（兵）は前に1マス進むことができるが前の敵駒は取れず、その代わり斜め前の敵駒を取ることができる。簡単に言うと、チェスのポーンと同じ動きである。
ビィダク（兵）が1番奥まで進むと成る権利を得るが、成るためには、チェモール（船）の列（左右の端）を除いて、主対角線上に戻らなければならず、その後にその列の駒に成る（王の列の場合は大臣に成る）。例えば、f6まで後退した白のビィダク（兵）はガジャ（象）に成る。a9とh8に到達した白のビィダク（兵）は主対角線上にいるため、後退することなく成ることができる。
相手のラジャ（王）を詰ますと勝ちとなる。

## 駒の名称
| マレー語                            | ジャワ語                 | 対応するマークルックの駒 | 対応するチェスの駒 |
| ----------------------------------- | ------------------------ | ------------------------ | ------------------ |
| ラジャ（Raja、王）                  | ラトゥ（Ratu、君主）     | クン（君）               | キング（王）       |
| マントリ（Mantri、大臣）            | パテ（Pateh）            | メット（種）             | クイーン（女王）   |
| ガジャ（Gajah、象）                 | マントリ（Mantri、大臣） | コン（根）               | ビショップ（僧正） |
| クダ（Kuda、馬）                    | ジャラン（Jaran、馬）    | マー（馬）               | ナイト（騎士）     |
| テル/チェモール（Ter/Chemor、戦車） | プラフ（Prahu）          | ルーア（船）             | ルーク（戦車）     |
| ビィダク（Bidak、兵）               | ビィダク（Bidak、兵）    | ビア（貝）               | ポーン（歩兵）     |